# Robert d'Escorches de Sainte-Croix
Robert, Jean, Antoine, Omer d'Escorches de Sainte-Croix (parfois orthographié Descorches de Sainte-Croix), né le 7 juin 1785 à Aubry-le-Panthou et mort à Versailles le 12 décembre 1861 est un homme politique français.

## Famille
Robert d'Escorches de Sainte-Croix est le quatrième et dernier enfant de Marie Louis Henri d'Escorches de Sainte-Croix, maréchal de camp et ambassadeur sous l'Ancien Régime et la Révolution française, puis préfet sous l'Empire. Ses deux frères ainés, Henri et Charles sont tués pendant les guerres napoléoniennes. Il épouse en 1819 Pauline-Henriette Mahot de Gémasse.

## Carrière

### Carrière militaire
Robert d'Escorches de Sainte-Croix entre dans l'armée comme sous-lieutenant en janvier 1809. Il atteint le grade de capitaine de cavalerie et devient aide de camp du maréchal Berthier. Après avoir combattu en Espagne, il participe à la campagne de Russie et perd une jambe lors de la bataille de la Moskowa.

### Carrière administrative
En 1813, Robert d'Escorches de Sainte-Croix est admis comme auditeur au Conseil d'État. Il est destitué pour bonapartisme lors de la Première Restauration. 
Pendant les Cent-Jours, alors que son père refuse de servir Napoléon Ier, Robert d'Escorches de Sainte-Croix insiste pour obtenir une place. Il est finalement nommé sous-préfet de Bar-le-Duc le 6 mai 1815, mais perd le poste au second retour des Bourbons et est par la suite tenu à l'écart de l'administration.

### Carrière politique
Maire de Survie, où se trouve le château de Sainte-Croix, il est élu conseiller général de l'Orne de 1825 à 1833.
En décembre 1834, il fait partie des vingt-sept fondateurs de la Société française pour l'abolition de l'esclavage.
Sous le Second Empire, il est désigné comme candidat officiel dans la deuxième circonscription de l'Orne et est élu le 22 février 1852 avec 24 120 voix sur 27 182 votants. Il siège au Corps législatif au sein de la majorité monarchique et est réélu le 22 juin 1857 avec 18 512 voix sur 23 206 votants. Il démissionne en 1860 et est remplacé par Louis David-Deschamps.

## Distinctions
Robert d'Escorches de Sainte-Croix est fait officier de la légion d'honneur après sa blessure à la Moskowa.
Le 25 juillet 1811, alors lieutenant, il hérite du titre de comte de l'Empire de son frère.